# Cove Creek
Cove Creek è un census-designated place (CDP) degli Stati Uniti d'America, situato nello stato della Carolina del Nord, nella contea di Watauga. Secondo il censimento del 2020 gli abitanti di Cove Creek ammontavano a 1 068.